# ناحیه مایوژ
ناحیه مایوژ (به لاتین: Mayuge District) یک منطقهٔ مسکونی در اوگاندا است که در استان شرقی، اوگاندا واقع شده‌است. ناحیه مایوژ ۴۶۱٬۲۰۰ نفر جمعیت دارد و ۱٬۳۵۰ متر بالاتر از سطح دریا واقع شده‌است.